# Airbus A310-300 MRTT
De Airbus A310-300 MRTT is een tankvliegtuig van Airbus Military, gebaseerd op de Airbus A310.
Deze versie is bedoeld voor militaire luchtvaart, als opvolger van oudere tankvliegtuigen zoals KC-10 en KC-135. In een Airbus A310-300 MRTT (Multi Role Tanker Transport) zijn vier extra tanks ingebouwd.
De toestellen worden geproduceerd en gemodificeerd door EADS/Airbus. De ombouw omvat:
- aanbrengen van twee AAR pods onder elke vleugel
- vier extra brandstoftanks (extra 28.000 kg) - wat de totale capaciteit op bijna 78.000 kg brengt
- Fuel Operator Station (FOS) waarmee het tanken wordt geregeld; camera's etc; militaire radio; buitenverlichting
- versterkte vleugels en vloer
- kleine wijzigingen in de cockpit

De Duitse Luftwaffe is launching customer en heeft vier van hun zeven A310's laten ombouwen.